# Antônio Moreira César
Antônio Moreira César (Pindamonhangaba, 1850 — Canudos, 1897) est un militaire brésilien. Passé colonel d’infanterie, il se signale par son action vigoureuse, non exempte d’atrocités, lors de la répression des divers soubresauts qui secouent la jeune république brésilienne dans les années 1890. Il périt dans le sertão du nord-est, alors qu'il dirige la troisième expédition lancée contre le village rebelle de Canudos, pendant la dénommée guerre de Canudos.

## Biographie
Dans sa fé de ofício (fiche de service), Moreira César indique être né de parents inconnus ou désirant garder l’incognito. On sait néanmoins qu’il est le fils du prêtre Antônio Moreira César de Almeida (1814-1860) et de Francisca Correia de Toledo (1818-1895), décédée célibataire et sœur de Maria Bernardina Correia de Toledo, qui était mariée au capitaine Bento Moreira César de Almeida, frère du prêtre susnommé.

### L’assassinat d’Apulcro de Castro (1884)

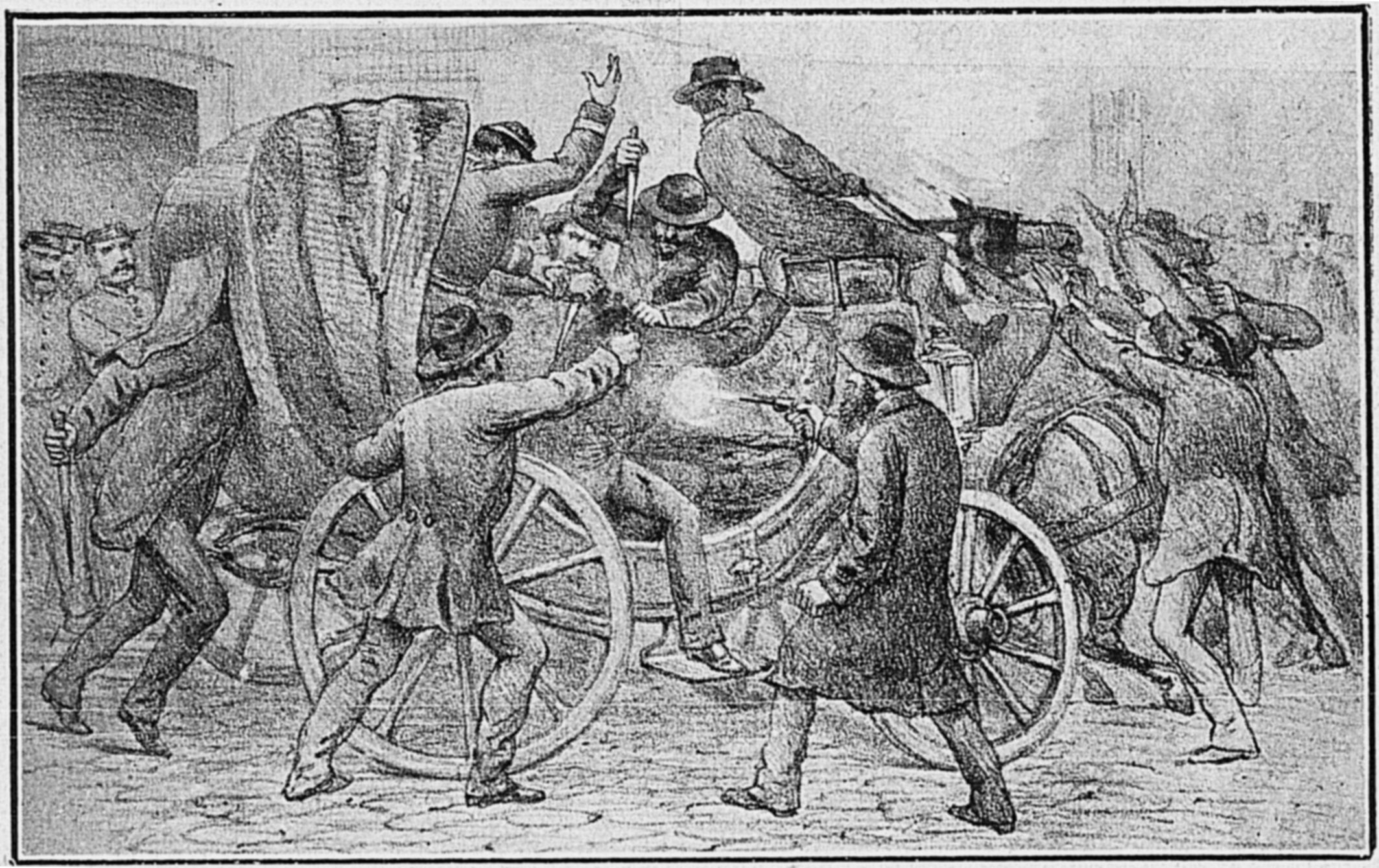
L’assassinat d’Apulcro de Castro (Revista da Semana, nº 38, 13/09/1924)..

En 1883, Apulcro de Castro, rédacteur en chef du journal Corsário, est assassiné par un groupe de militaires dans le centre-ville de Rio de Janeiro, rua do Lavradio. Un peu moins de vingt ans plus tard, Euclides da Cunha relate cet épisode à la page 297 de son ouvrage Os Sertões, épisode dans lequel est impliqué le jeune Moreira César :
« Ce fut en 1884. Un journaliste, ou plutôt un halluciné, avait créé en toute liberté, grâce à la mollesse des lois répressives, un scandale permanent d’insultes intolérables contre la cour de l’ancien Empire ; et comme il avait éclaboussé l’armée d’une partie de ses allusions déshonorantes, qui touchaient toutes les classes de la société, du dernier citoyen au monarque, quelques officiers eurent l’idée malheureuse d’avoir recours à une solution extrême : la justice foudroyante et désespérée du lynchage.
Ainsi fut fait. Et parmi les officiers subalternes chargés d’exécuter la sentence — en pleine rue, de jour, et devant la justice armée de Comblain de toutes les forces de police — celui qui possédait le grade le plus élevé était le capitaine Moreira César, alors encore jeune, d’une trentaine d’années, dont la carrière se parait déjà, fort légitimement, d’éloges mérités pour diverses missions remarquablement remplies. Et il fut le plus déterminé, le plus impitoyable, le premier peut-être à enfoncer son couteau dans le dos de la victime, au moment précis où celle-ci s’asseyait dans une voiture aux côtés de l’autorité supérieure de l’armée elle-même, et se réfugiait sous la protection immédiate des lois…
Ce crime lui valut d’être transféré dans le Mato Grosso, et il ne revint de cette Sibérie caniculaire de notre armée qu’après la proclamation de la République. »

### La sédition bahianaise (1891)
Fin 1891, passé lieutenant-colonel, Moreira César prend part au mouvement visant à renverser le gouverneur de l’État de Bahia, José Gonçalves da Silva (1838 - 1911), qui a soutenu Deodoro de Fonseca après le coup de force de celui-ci. Moreira César est alors commandant du 9e bataillon d’infanterie à Salvador, dont il prend le commandement le 14 novembre de cette même année, après sa mutation du Sergipe, où il a dirigé pendant quelques mois le 33e bataillon d’infanterie, cantonné à Aracaju.
À la suite de sa participation aux incidents, il vient à occuper la charge de chef de la police de l’État de Bahia, fonction qu’il n’exerce que du 24 novembre au 22 décembre 1891.

### Soulèvement de Niterói (1892)
Il prend le commandement du 7e bataillon d’infanterie en avril 1892. En décembre de cette même année, le bataillon s’embarque pour Niterói, où s’estproduit un soulèvement du corps de police, à la suite de quoi Francisco Portela est proclamé gouverneur. Les mutins se rendent rapidement, et le gouverneur José Tomás de Porciúncula, reconduit dans ses fonctions, décide de dissoudre la Force publique.

### Mutinerie dans la marine (1893 - 1894)

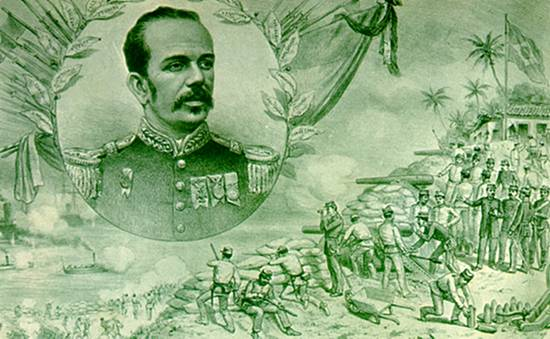
Portrait de Floriano Peixoto dans la revue D. Quixote en 1895.

La révolte de la marine est une rébellion fomentée par quelques unités de la marine brésilienne contre le gouvernement du président de la république, le maréchal Floriano Peixoto (1839-1895). Elle débute à Rio de Janeiro en septembre 1893 et se répand à la région Sud, avant d’être vaincue en mars 1894.
Moreira César organisa une offensive contre l’île Villegaignon, où se trouve l’école navale, et contre des zones occupées et défendues par les rebelles. Le 7e bataillon d’infanterie assure également la surveillance de la zone du port de Rio de Janeiro et joue un rôle dans la reprise de l’île du Gouverneur, base logistique où les insurgés viennent s’approvisionner.
Après s’être emparé de la totalité de l’île du Gouverneur, le 7e bataillon d’infanterie y demeure jusqu’au 9 février 1894, jusqu’à recevoir l’ordre de retourner au Morro de Santo Antônio, où il tient garnison. Moreira César a auparavant remis le commandement de son bataillon au capitaine Augusto Frederica Caldwell do Couto et prend le commandement de la brigade, ainsi qu’il le fera à d’autres occasions encore. Le bataillon restera à titre intérimaire sous les ordres du capitaine Caldwell do Couto jusqu’au 19 octobre 1894, aussi longtemps que Moreira César demeure à la tête des forces en opération dans les îles de Paquetá et du Gouverneur.
L’action de Moreira César lors de la reprise de l’île du Gouverneur n’est pas sans être remarquée par le maréchal Floriano Peixoto, vice-président en exercice de la présidence de la république, qui note : « pour les importants services rendus, ayant réussi à maintenir une position d’une telle importance et ayant obligé, par des tirs de canon, les vaisseaux des insurgés à changer de point d’ancrage et à chercher à gagner le fond de la baie, en leur infligeant de sérieux dommages. »

### La Révolution fédéraliste (1893-1895)

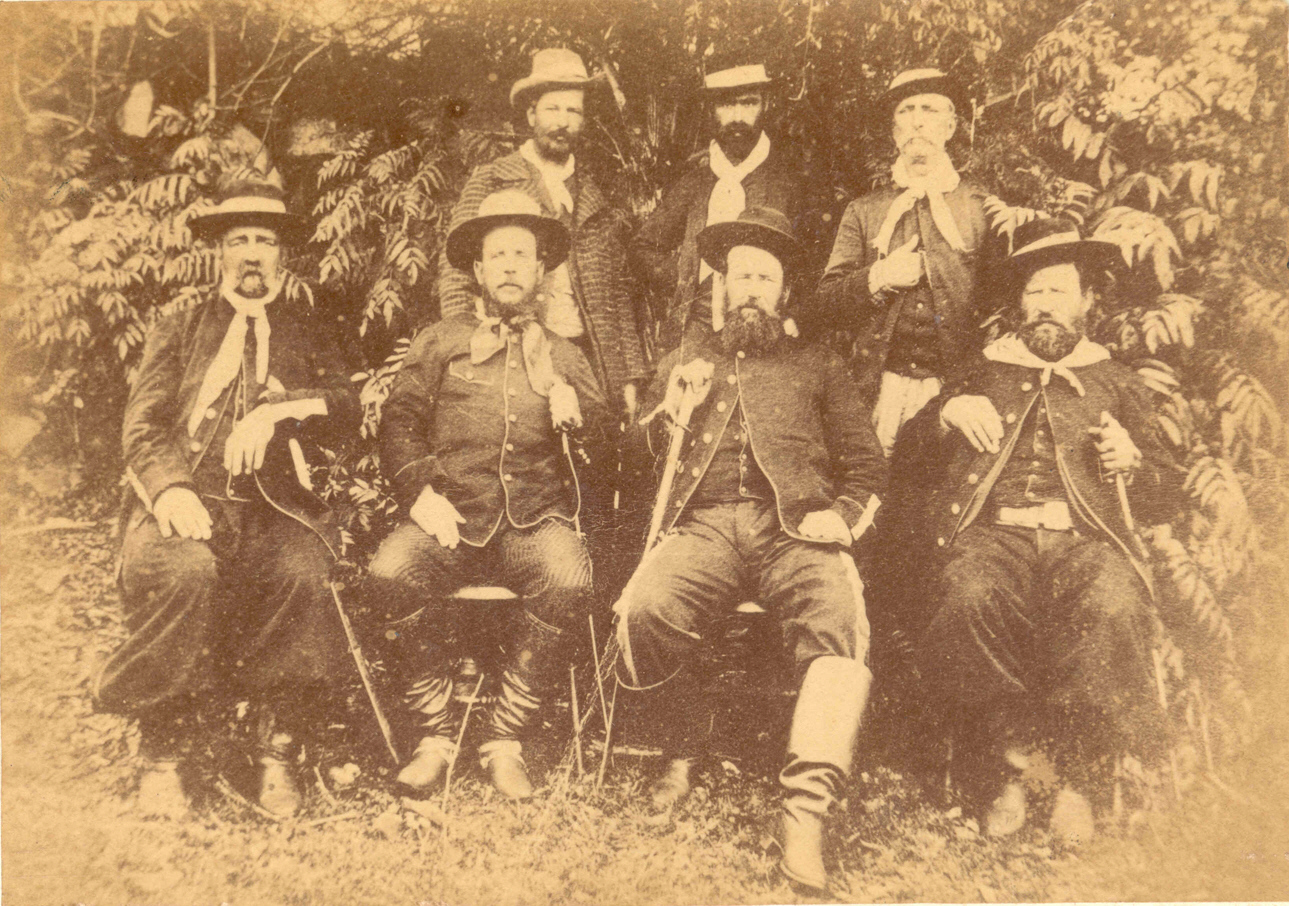
Gumercindo Saraiva et son état-major.

Dans le cadre de la Révolution fédéraliste, qui avait éclaté dans le Rio Grande do Sul, le maréchal Floriano Peixoto dota de pouvoirs discrétionnaires et dépêcha vers Santa Catarina, le 19 avril 1894, le colonel Moreira César, lequel débarqua dans la ville de Desterro (actuelle Florianópolis) à la tête de cinq cents hommes des 7e et 23e bataillons d’infanterie.
S’étant rendu maître de Santa Catarina, Moreira César mit en œuvre le principe du règlement de comptes, tel que défini par l'historien Oswaldo Rodrigues Cabral. En représailles à la rébellion fédéraliste, désignée comme étant à l’origine d’une guerre civile avec épicentre à Santa Catarina, il fut procédé à des emprisonnements et à des exécutions sommaires de militaires et de civils. L’historien catarinense Jali Meirinho cependant observe que la répression se fit « selon une interprétation dans les formes correctes des actes criminels », ajoutant : « il n’y eut pas d’incarcérations ni d’exécutions sans jugement ». De telles exécutions sommaires eurent lieu pareillement dans le Paraná, ce qui porte à penser que les ordres en ce sens émanaient des plus hautes sphères gouvernementales.
Si la politique du règlement de comptes fut une réplique aux atrocités des fédéralistes, en particulier celles des guerrilléros de Gumercindo Saraiva, qui s’étaient livrés à la pratique de la décapitation des prisonniers, elle fut en tout état de cause une riposte disproportionnée, conduisant à des exécutions sommaires de centaines de personnes, souvent sans jugement ou sans véritable instruction, et s’abattant y compris sur un héros de la guerre du Paraguay, le baron do Batovi et son fils innocent. Pour accomplir cette œuvre de vengeance, Moreira Cesar était, de par ses actions passées, la personne toute désignée.

### La campagne de Canudos (février 1897)

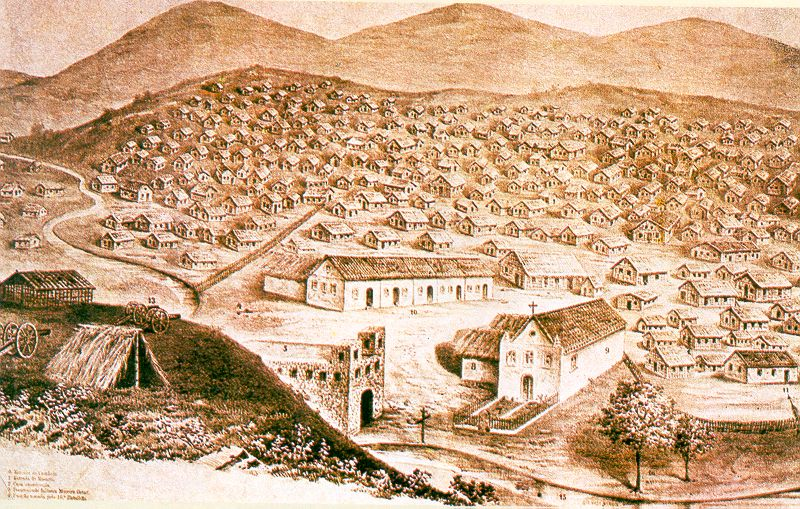
Le village de Canudos.

Dans le cadre de la guerre de Canudos, menée afin de soumettre un village rebelle dans le nord-est de l’État de Bahia, et après l’échec de deux tentatives, le vice-président de la république en exercice, le baianais Manuel Vitorino, nomma le colonel Moreira César à la tête d’une troisième expédition militaire. La première, en novembre 1896, avait à sa tête le lieutenant Manuel da Silva Pires Ferreira (1859 - 1925), mais fut battue à Uauá, et la deuxième dirigée par le major Febrônio de Brito (1850 - ?), mais fut vaincue à son tour à Tabuleirinho en janvier 1897.
Moreira César partit de Rio de Janeiro pour Bahia le 3 février 1897, et arriva à Salvador le 6 du même mois. Le jour suivant, il prit le départ pour Queimadas, où il arriva le 8 au matin, par train spécial. Craignant que les sertanejos rebelles ne quittassent leur village, il intensifia les préparatifs pour le départ de la troupe en direction de Monte Santo. Ses effectifs se composaient de mille trois cents hommes, six canons Krupp, cinq médecins, deux ingénieurs militaires, des ambulances et un convoi transportant les munitions et les provisions de bouche.
Comme il s’apprêtait à dresser son campement à Monte Santo, où il se proposait d’établir sa deuxième base d’opération, Moreira César eut une crise d’épilepsie, qui se répéta, moins violente, dans la fazenda Lajinha, entre Monte Santo et Vila do Cumbe (actuelle Euclides da Cunha). À Cumbe, il ordonna d’appréhender le vicaire local, le père Vicente Sabino dos Santos, sur l’incrimination d’être un partisan de Conselheiro, le chef des insurgés. L’ecclésiastique fut bientôt relâché, après intervention de l’état-major.
Aux abords du village de Canudos, l’expédition fut attaquée par des piquets de garde de Conselheiro, mais sans qu’il y eût de réel affrontement.

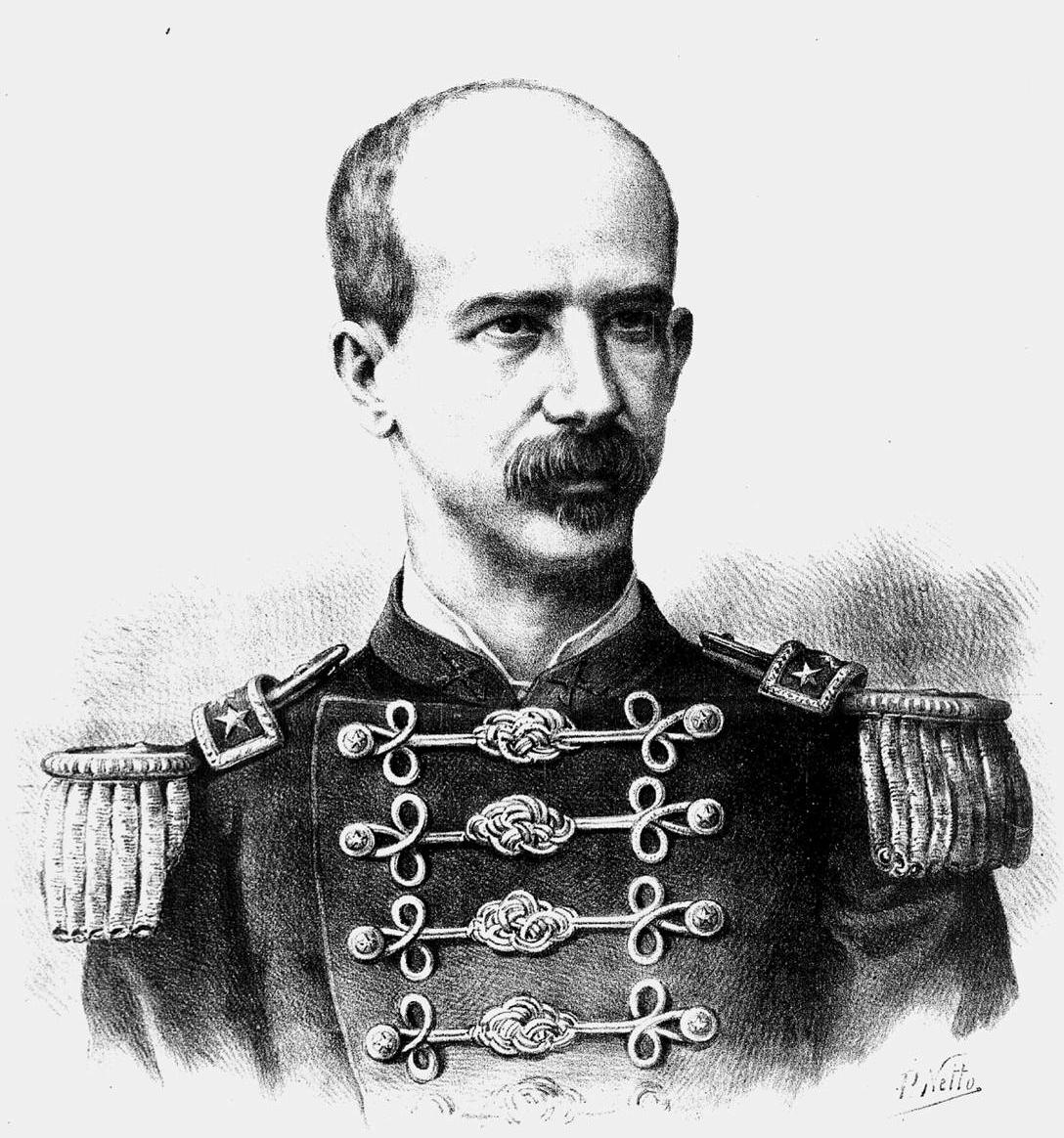
Moreira César.

Le 2 mars, la colonne militaire avança sur le Rancho do Vigário, à dix-neuf kilomètres de Canudos. Moreira César envisagea d’abord de s’approcher du village, de rester durant une journée près de la rive du fleuve Vaza-Barris, de pilonner entre-temps la localité, et de la conquérir ensuite avec son infanterie.
Dans la matinée du 3, Moreira César changea soudainement d’idée, et opta à présent pour une offensive immédiate. Au préalable, les pièces d’artillerie firent subir au village un lourd bombardement. Le signal de l’assaut final fut donné en début d’après-midi. Les défenseurs de Canudos ripostèrent par des coups de feu tirés depuis leurs deux églises, vieille et nouvelle. Dans les premiers temps, les forces républicaines parvinrent à pénétrer dans le village et à conquérir quelques maisons, mais, mal approvisionnées, furent par la suite contraintes de reculer.
Après environ cinq heures de combat, Moreira César fut touché d’une balle à l’abdomen, puis d’une autre dans le dos, comme il se préparait à se rendre sur la ligne de front de la bataille pour encourager ses hommes de troupe. Les médecins qui le prirent en charge durent constater une blessure mortelle, et le commandement fut transféré au colonel Pedro Tamarindo.
À l’issue de plus de sept heures de combat acharné, le colonel Tamarindo donna l’ordre du repli, conformément à la décision qui, eu égard au grand nombre de blessés, avait été prise la nuit précédente à 23 heures lors d’une réunion des officiers. Moreira César adjura ses subalternes de ne pas renoncer et de lancer un nouvel assaut contre Canudos, leur représentant leurs devoirs militaires et arguant de la supériorité de leur armement ; devant la fermeté des officiers, il ordonna de faire consigner par écrit qu’il protestait contre la retraite et qu’il sollicitait son congé de l’armée ; il succomba dans la matinée du 4 mars 1897, douze heures après avoir été atteint.
La retraite se transforma en une des situations les plus critiques dans lesquelles l’armée brésilienne fût jamais engagée, le corps expéditionnaire battu, dispersé, ayant à parcourir en effet, dans un environnement hostile les quelque deux cents kilomètres qui séparent Canudos de Queimadas, première base d’opération de la troupe.
Certains ont voulu imputer la malavisée offensive ordonnée par Moreira Cesar à ses crises épileptiques à répétition.